# Shōzō Endō
Shōzō Endō (遠藤 章造 Endō Shōzō?,  13 de julio de 1971) también conocido como Hohohoi, es un actor y comediante miembro del dúo de comedia owarai japonés Cocorico. Es conocido por ser invitado constante en el programa de variedades Downtown no Gaki no Tsukai ya Arahende!! del también dúo de comedia owarai Downtown.

## Biografía
Nació el 13 de julio de 1971 en la ciudad de Toyonaka, en la prefectura de Osaka, Japón. En el 2002 contrajo matrimonio con la tarento Chiaki Fujimoto pero en el 2007 se divorciaron. Durante el matrimonio tuvo una hija, Iroha, nació en el 2003. En 1992 se unió al grupo de comediantes Yoshimoto Kōgyō después de renunciar a su trabajo de oficina. Posteriormente, Tanaka Naoki, amigo de la infancia de Endō, se unió al grupo y decidieron formar un dúo. Tanaka y Endō se inspiraron para el nombre de este proyecto en un café en Osaka llamado Coq au Rico, una variante de la onomatopeya francesa del canto de las gallinas.

## Filmografía
- Hirunandesu! - 2011 (serie de televisión)

- Shinsengumi: Peace Maker - 2010 (serie de televisión)

- Katen no shiro - 2009

- PS: Rashômon- 2006 (serie de televisión)

- Bravo! - 2006 (serie de televisión)

- Suiyô puremia: sekai saikyô J horâ SP Nihon no kowai yoru - 2004 (película de televisión)

- Dokushin3!! - 2003 (serie de televisión)

- Sekai baribari value - 2003 (serie de televisión)

- Yoiko no mikata - 2003 (serie de televisión)

- Ashita ga aru sa: The Movie - 2003

- Cocorico Miracle Type - 2002

- Minna no ie - 2002

- Ashita ga aru sa (serie de televisión)